# Institut Mines-Télécom Business School

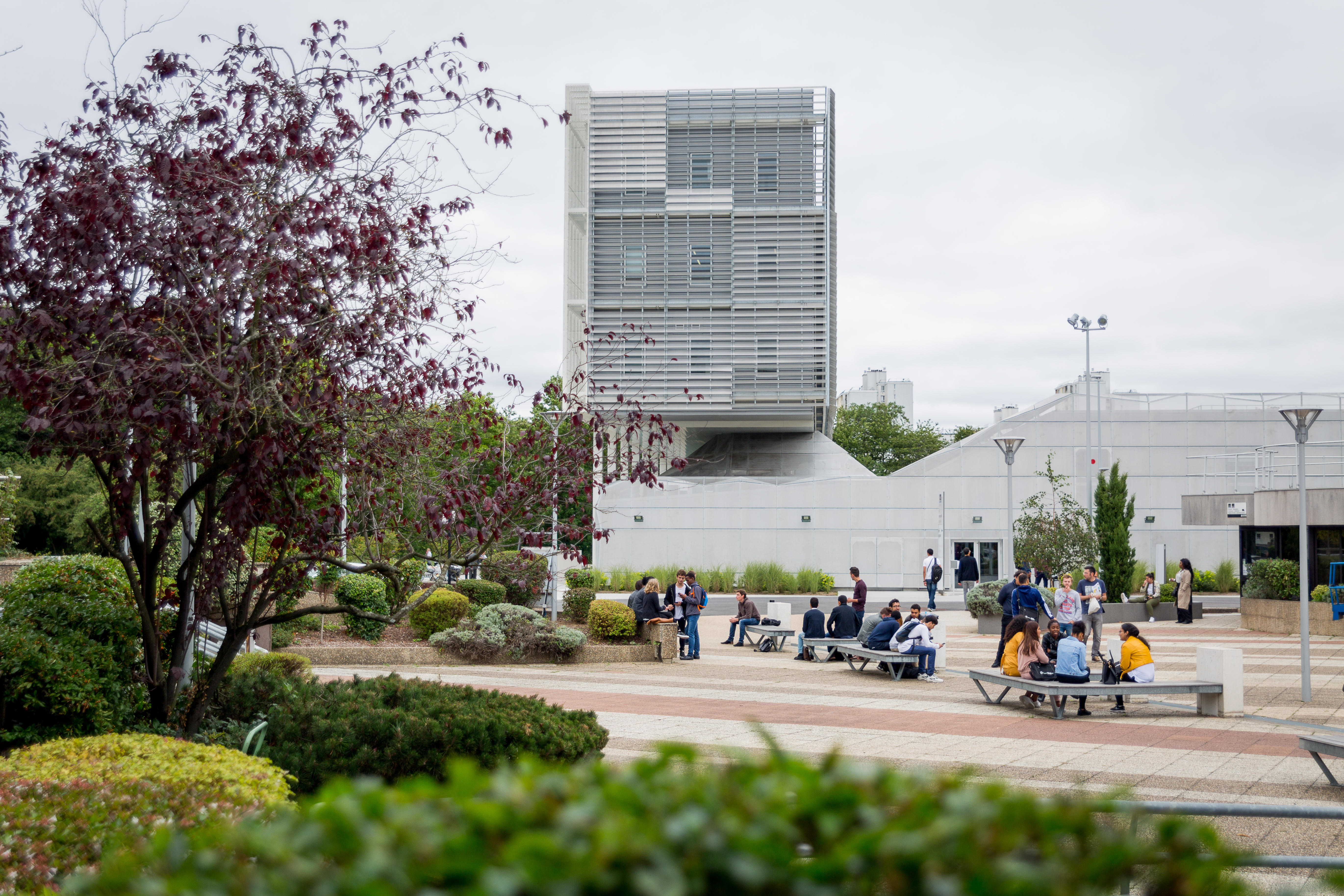
Del av IMT-BS campus

Institut Mines-Télécom Business School, IMT-BS, är en fransk grande école i Évry med inriktning på industriell ekonomi. Verksamheten startades 1979 som Institut national des télécommunications och 1982 delades institutet i två separata organisationer, en med teknisk inriktning och en med managementinriktning. Sedan 2014 är Denis Guibard rektor.
Campuset i Évry delas med Télécom SudParis.